# Амарант червоноспинний
Амара́нт червоноспинний (Lagonosticta sanguinodorsalis) — вид горобцеподібних птахів родини астрильдових (Estrildidae). Мешкає в Нігерії і Камеруні.

## Опис
Довжина птаха становить 10-11 см. У самців верхня частина голови і потилиця сірі, спина і надхвістя червонувато-коричневі, надхвістя і верхні покривні пера хвоста червоні. Щоки, горло, груди і живіт темно-червоні, боки і груди з боків поцятковані дрібними округлими білими плямками. Гузка чорна. Дзьоб блакитнувато-сірий. Самиці мають блідіше забарвлення, обличчя і нижня частина тіла у них червонувато-сірі, на боках сіруваті плямки. Загалом, червоноспинні амаранти є схожими на чадських амарантів, однак мають більш червону спину.

## Поширення і екологія
Червоноспинні амаранти мешкають на плато Джос в центральній Нігерії, а також спостерігалися в горах Мандара на кордоні східної Нігерії і північного Камеруну. Вони живуть серед інзельбергів — ізьольованих скелястих пагорбів, оточених чагарниковою саваною. Зустрічаються парами, на висоті до 900 м над рівнем моря. Від час сезону посухи червоноспинні амаранти також зустрічаються в галерейних лісах. Вони живляться насінням трав, яке шукають на землі. Вранці і після полудня вони шукають їжу, а вдень ховаються від сонячних променів серед скель.
Червоноспинні амаранти є моногамними птахами, утворюють пару на все життя. Сезон розмноження у них припадає на завершення сезону дощів. В кладці 3 яйця. Інкубаційний період триває 14 днів, насиджують і самиці. і самці. Червоноспинні амаранти часто стають жертвами гніздового паразитизму джосійських вдовичок.